# Ymnos is tin Eleftherian
Ymnos is tin Eleftherian (Grieks: Ύμνος είς την Ελευθερίαν) ('hymne voor de vrijheid') is het volkslied van Griekenland en ook van Cyprus. De tekst werd geschreven door Dionysios Solomos in 1823, en heeft 158 verzen. De eerste twee worden gebruikt als het volkslied. De muziek is van de componist Manzaros. Het volkslied is in 1865 aangenomen als volkslied van Griekenland, en in 1966 als volkslied van Cyprus.
Σε γνωρίζω από την κόψη,
του σπαθιού την τρομερή,
Σε γνωρίζω από την όψη,
που με βια μετρά[ει] τη[ν] γη.
Απ' τα κόκαλα βγαλμένη,
των Ελλήνων τα ιερά,
Και σαν πρώτα ανδρειωμένη,
χαίρε, ω χαίρε Ελευθεριά.
Transliteratie in het Latijnse alfabet:
Se gnorízo apó tin kópsi,
tou spathioú tin tromerí,
Se gnorízo apó tin ópsi,
pou me viá metrá[i] ti[n] yi.
Ap' ta kókala vgalméni,
ton Ellínon ta ierá,
Ke san próta andrioméni,
hére, o hére, Eleftheriá!
Een metrische vertaling in het Nederlands:
Ik herken u aan de snede
van uw zwaard, dat sidd'ren doet
Ik herken u aan uw oogblik
die met kracht de vert' ontmoet
Uit de heilige gebeenten
van de Grieken opgestaan
en als immer zo manhaftig
Bied 'k mijn groet, u Vrijheid aan!
Onafhankelijke staten: Afghanistan · Armenië · Azerbeidzjan · Bahrein · Bangladesh · Bhutan · Brunei · Cambodja · China · Cyprus · Filipijnen · Georgië · India · Indonesië · Irak · Iran · Israël · Japan · Jemen · Jordanië · Kazachstan · Kirgizië · Koeweit · Laos · Libanon · Maldiven · Maleisië · Mongolië · Myanmar · Nepal · Noord-Korea · Oezbekistan · Oman · Oost-Timor · Pakistan · Qatar · Rusland · Saoedi-Arabië · Singapore · Sri Lanka · Syrië · Tadzjikistan · Thailand · Turkije · Turkmenistan · Verenigde Arabische Emiraten · Vietnam · Zuid-Korea
Niet algemeen erkende landen: Abchazië · Nagorno-Karabach · Palestina · Taiwan · Turkse Republiek Noord-Cyprus · Zuid-Ossetië